# 鳥取県道236号巌城上灘線
鳥取県道236号巌城上灘線（とっとりけんどう236ごう いわきうわなだせん）は、鳥取県倉吉市を通る一般県道である。

## 概要
倉吉市巌城から倉吉市見日町に至る。

### 路線データ
- 起点：鳥取県倉吉市巌城（巌城橋西詰交差点、鳥取県道161号倉吉江北線交点）
- 終点：鳥取県倉吉市見日町（見日町東交差点、国道179号交点）
- 総延長：0.5 km

## 地理

### 通過する自治体
- 鳥取県
  - 倉吉市

### 交差する道路
| 交差する道路                    | 交差する場所 | 交差する場所            |
| ------------------------------- | ------------ | ----------------------- |
| 鳥取県道161号倉吉江北線         | 巌城         | 巌城橋西詰交差点 / 起点 |
| 鳥取県道501号倉吉東郷自転車道線 | 見日町       |                         |
| 国道179号                       | 見日町       | 見日町東交差点 / 終点   |

### 沿線
- 鳥取県立倉吉東高等学校（終点付近）